# Valea Mare (Dâmbovița)
Valea Mare é uma comuna romena localizada no distrito de Dâmboviţa, na região de Muntênia. A comuna possui uma área de 32.50 km² e sua população era de 2335 habitantes segundo o censo de 2007.